# Leinölfirnis
Leinölfirnis ist ein Anstrichmittel aus Leinöl, dem Sikkative zugesetzt werden, damit es schneller trocknet als unbehandeltes Leinöl. Häufig wird es zusätzlich erhitzt, wodurch es dickflüssiger wird und sich in größerer Schichtdicke auftragen lässt. Das Anstrichmittel wird vor allem für Holz im Innen- und Außenbereich, aber auch für andere Materialien verwendet.
Wie Leinöl hat Leinölfirnis eine leicht honiggelbe Färbung.
Nach dem Aushärten bildet es eine relativ klare, wasserabweisende Imprägnierung bzw. Schutzschicht aus Linoxin.
Zu beachten ist, dass die an der Oberfläche eines Werkstücks gebildete Schicht traditionell ebenfalls als Firnis bezeichnet wird; der Begriff kommt aus dem Französischen von ‚vernis‘, was ‚Lack‘ bedeutet.
In der Ölmalerei werden Ölfarben aus pigmentiertem Leinöl verwendet, die auf der Leinwand zur Ausbildung einer Firnisschicht führen.
Im Außenbereich wird als Alternative zur Leinölfirnis auch Standöl verwendet, das ebenfalls durch das Erhitzen von Leinöl hergestellt wird, aber langsamer trocknet, klarer und etwas wetterfester ist.
Reines Leinöl kann ebenfalls einen Film auf der Oberfläche eines Werkstücks ausbilden, wird wegen der langen Trocknungszeit aber bevorzugt zur Imprägnierung bzw. Grundierung verwendet, da es in saugfähigen Materialien wie Holz tiefer einzieht als Ölfirnis. An der Oberfläche verbleibendes Leinöl wird in diesem Anwendungsfall meist abgewischt.

## Begriffsbestimmung
Weder in der handwerklichen, noch in der künstlerischen Verwendung von Leinölfirnis gibt es eine einheitliche Definition seiner Zusammensetzung. Es kann jedoch festgestellt werden, dass es sich um ein modifiziertes Leinöl handelt, dessen Trockeneigenschaften „durch unterschiedliche Behandlungen“ verbessert worden sind. Im Handbuch der Farbenfabrikation von Georg Zerr von 1922 werden Firnisse bezeichnet als „trocknende Öle, welche durch Erhitzen auf mindestens 150 und höchstens 320 °C, oft unter Zusätzen von Harzen oder von metallischen Verbindungen in einen zäherflüssigen, schon etwas oxidierten und polymerisierten Zustand versetzt sind, in welchem sie nicht nur schneller und besser trocknen, sondern auch eine wirksamere Umhüllung für die Farbmaterialien und eine besser streichfähige Farbmasse bilden.“
Die Produkteigenschaften von Leinölfirnis werden heute in der Norm DIN EN ISO 150:2007-05 (bis 2006: DIN 55932) definiert.
Leinölfirnis wird vielfach mit dem Zusatz „doppelt gekocht“ und „harzfrei“ angeboten. Mit „doppelt gekocht“ ist gemeint, dass das Leinöl nicht nur mit Sikkativ versetzt, sondern zusätzlich auch erwärmt wurde.

## Zusammensetzung und Herstellung

Struktur von α-Linolensäure, der häufigsten Fettsäure in Leinöl

Allgemeine Struktur von Triacylglycerinen. Glycerin bildet die Grundstruktur, die Reste R stehen für verschiedene Fettsäuren wie α-Linolensäure.

Leinölfirnis besteht im Wesentlichen aus gekochtem Leinöl. Dieses kann auch ohne Zusätze verwendet werden, um einen Firnis zu erhalten. Der fälschlich als Trocknung bezeichnete Aushärtungsprozess dauert ohne Zusatz deutlich länger. Trocknungsmittel – sogenannte Sikkative – sind Schwermetallsalze von organischen Säuren, die als Katalysatoren auf den Aushärtungsprozess wirken. Durch Kochen des Leinölfirnisses findet schon teilweise eine Aushärtung statt, so dass eine schnellere Aushärtung und bessere Verarbeitung möglich ist. Nachteilig ist das schlechtere Eindringvermögen („Wegschlagen“) in das zu versiegelnde Material. Ein Verdünnen mit Lösungsmitteln wie Balsamterpentin oder Orangenöl zu sogenanntem Halböl (1:1-Mischung) kann diesem Nachteil von Leinölfirnis abhelfen. Diese Zusätze des Halböls führen nicht durch Trocknung zur Verfestigung des Leinölfirnisses, sondern sie dienen als „Verteilungsmittel“ und verflüchtigen sich vollständig. Die Verfestigung des Leinölfirnisses zu Linoxin geschieht durch Oxidation und Polymerisation.

## Aushärtung
Leinöl trocknet nicht im herkömmlichen Sinne durch die Verdunstung von Bestandteilen, sondern härtet durch Oxidation, die Aufnahme von Sauerstoff aus der Luft: Sauerstoff-Atome „brechen“ zwei Doppelbindungen an den Fettsäureresten auf und bilden dort Sauerstoffbrücken. Diese chemische Reaktion vernetzt die Öl-Moleküle (Triacylglycerine) miteinander zu Linoxin. Die Triacylglycerine enthalten jeweils drei Fettsäurereste, wie beim Leinöl vor allem die Reste der Fettsäuren α-Linolensäure und in kleineren Anteilen Ölsäure und Linolsäure. Diese besitzen sodann ein bis drei Doppelbindungen und bieten so räumliche Verknüpfungen der Einzelmoleküle. Es handelt sich damit um eine Form der Polymerisation. Bisher ist der Aushärtungsprozess noch nicht vollständig verstanden. Bei reinem Leinöl dauert das Aushärten je nach Schichtdicke und Untergrund mehrere Tage. Leinölfirnis härtet durch die katalysierende Wirkung der beigemischten Sikkative an der Oberfläche bei 20 °C bereits nach 24 Stunden.

## Anwendungsbereich

### Korrosionsschutz
Leinölfirnis kann durch seine Haftung auf dem Untergrund zur Behandlung von Holz, Metallen und anderen Materialien verwendet werden. Nach dem Aushärten bildet Leinölfirnis eine zähelastische, wasser- und witterungsbeständige dünne Schicht. Diese dient als Schutz vor Korrosion und ist ein Holzschutz für den Innen- und Außenbereich. Aufgrund dieser Eigenschaften wird Leinölfirnis im Bootsbau und zur Behandlung von Möbeln (Tisch- und Küchenarbeitsplatten) verwendet. Da Leinölfirnis mit beliebigen Lacken überstrichen werden kann, ist es auch als Grundierung verwendbar.

### Herstellung von Ölfarben
Zur Herstellung von Ölfarbe werden Farbpigmente mit Leinölfirnis angerührt und fein verrieben. Dabei eignet sich Leinöl wiederum gut auf Grund seiner dispergierenden Eigenschaften. Diese Mischung kann mit etwas Terpentinöl oder Terpentinersatz auf Streichfähigkeit verdünnt werden. Industriell gefertigte Ölfarben enthalten in der Regel weitere Hilfsstoffe.

### Weitere Anwendungen
Bei der Herstellung von Linoleum ist Leinölfirnis ein Zwischenprodukt.
In früheren Zeiten wurde Firnis auch benutzt, um die Nähte an Gasballons gasdicht zu versiegeln. Dänische Polarforscher versuchten mit so präparierten Ballons, den Nordpol zu erreichen.
Leinölfirnis kann bei Oldtimern verwendet werden, um noch rostfreien, aber leicht blättrigen Originallack zu binden. Nach dem Aushärten bildet er hier eine dichte und feste Schutzschicht.
Beim Firnisbrand wird Leinöl oder Leinölfirnis zur Verzierung und Konservierung (Rostschutz) von Metall verwendet.
Beim Einspeichen von Laufrädern für Fahrräder können die Speichennippel vor der Montage in Leinölfirnis getaucht werden. Wenn das Leinöl verharzt, verhindert es, dass sich die Speichennippel lösen.

## Verarbeitung
Leinölfirnis wird auf den gereinigten Untergrund aufgetragen. Holz sollte man vorher fein anschleifen. Die Verarbeitungstemperatur sollte nicht unter 15 °C liegen, besser sind 20 °C oder mehr, da der Firnis dann leichter einzieht und schneller aushärtet. Wenn möglich, sollte man den Firnis vorher in einem Wasserbad auf 35–40 °C erhitzen.
Auf Holz wird der Firnis satt nass in nass aufgetragen. Es erfolgen mehrere Aufstriche, bis das Holz keinen Firnis mehr aufnimmt. Auf nichtsaugenden Untergründen hingegen sollte er so dünn wie möglich aufgetragen werden. Überstände müssen nach einer Einzugzeit von typischerweise einer halben bis einer Stunde vollständig mit einem Tuch abgenommen werden. Sie würden sonst schlecht aushärten und eine klebrige Oberflächenschicht hinterlassen.
Einige Holzarten wie Thuja enthalten Hemmstoffe, die die oxidative Härtung erheblich verzögern.
Ein Liter Firnis reicht, je nach Saugfähigkeit des Untergrunds, für 5 bis 10 m². Bei Verwendung als Grundierung kann Leinölfirnis auch mit Terpentinöl verdünnt verarbeitet werden. Dazu werden die Stoffe im Verhältnis 1:1 zu sogenanntem Halböl gemischt.

### Selbstentzündung
Mit Leinölfirnis benetzte Materialien wie Stofftücher, Papier, Staub oder Stahlwolle sollten gewässert oder unter Luftabschluss aufbewahrt werden, da die Gefahr von Selbstentzündung besteht. Große Gefahr besteht vor allem bei zusammengeknüllten Lappen, weil hier die Reaktionswärme schlecht abgeführt werden kann.

## Ökologische, gesundheitliche und technische Bewertung
Stiftung Warentest bewertet die ökologischen Eigenschaften von Leinölfirnis sehr positiv:
- Energieverbrauch = gering
- Ressourcenverbrauch = gering
- Umweltbelastung durch Schadstoffe = gering
- Haltbarkeit = gering
- Ausbesserungsfähigkeit = sehr gut
- Entsorgung = gut
- Gesundheit = gut

Der einzige Kritikpunkt ist die geringe Haltbarkeit durch Polymerisation bei Alterung.